# Ducula pinon
La dúcula de Pinon (Ducula pinon) es una especie de ave columbiforme de la familia Columbidae encontrada en Nueva Guinea y muchas de las islas vecinas.

## Distribución y comportamiento
Se encuentra exclusivamente en Nueva Guinea y en algunas de las islas circundantes. Su área de distribución incluye las islas de Misool, Salawati, Batanta, Waigeo, Aru, Yapen, Kairiru, las islas Schouten, Manam, Karkar, Bagabag, Goodenough, Fergusson, Misima, Tagua y Rossel. Es común dentro de su rango y no se considera amenazada, sin embargo, en Karkar está posiblemente extinta. 
Se reproduce en el período de mayo a febrero y por lo tanto tiene un período reproductivo largo. El nido es una plataforma ligeramente montada en las copas de los árboles y regularmente está colocada de 11 a 18 metros sobre el suelo. La nidada consiste en un solo huevo.

## Subespecies
Se reconocen tres o cuatro subespecies:
- Ducula pinon jobiensis (Schlegel, 1871)– Yapen, el norte de Nueva Guinea y las islas costeras;
- Ducula pinon pinon (Quoy & Gaimard, 1824)– en las islas Aru, el oeste de las islas de Papúa, y el suroeste de Nueva Guinea;
- Ducula pinon rubiensis (Meyer, AB, 1884)– Centro y sur de Nueva Guinea (no reconocida por IOC v5.4 pero sí por Clements 2015);
- Ducula pinon salvadorii (Tristram, 1882)– D'Entrecasteaux y el archipiélago de las Luisiadas (algunos, como la IUCN, la consideran especie plena).[7]

### Otras lecturas
- Schleucher, Elke (febrero de 2002). «Metabolism, body temperature and thermal conductance of fruit-doves (Aves: Columbidae, Treroninae)». Comparative Biochemistry and Physiology Part A: Molecular & Integrative Physiology 131 (2): 417-428. PMID 11818230. doi:10.1016/S1095-6433(01)00499-8. Consultado el 30 de abril de 2015.